# Sphaerospora brevis
Sphaerospora brevis is een microscopische parasiet uit de familie Sphaerosporidae. Sphaerospora brevis werd in 1955 beschreven door Polyanskii. 